# Río Vyrnwy
El río Vyrnwy (en galés: Afon Efyrnwy) es un río británico de 64 km de longitud que discurre por el centro de Gales e Inglaterra. Es uno de los primeros tributarios del río Severn, el río más largo del país. Los dos enlazan a la frontera entre el condado galés de Powys e el condado inglés de Shropshire. El curso del Vyrnwy es rural y la mayoría está en Powys.
Su fuente era unos apoyos y ríos cortos en el valle de Vyrnwy antes de la creación del Lago de Vyrnwy, un depósito. El río empieza al dique del lago y corre al sur, la primera aldea a su lado es Abertidwr y más al sur Llwydiarth. Gira al norte después de la aldea de Dolanog pero vuelve al sur antes de la aldea de Pontrobert. Entonces, el río corre al norte a la aldea de Meifod e este a los pueblos de Llansanffraid-ym-Mechain y Llanymynech. Después de Llanymynech el Vyrnwy es la frontera entre Powys e el condado inglés de Shropshire durante unos 13 kilómetros. Junta al río Severn más al sur que la aldea inglesa de Melverley.